# Сполето
Сполето (італ. Spoleto) — муніципалітет в Італії, у регіоні Умбрія, провінція Перуджа.
Сполето розташоване на відстані близько 100 км на північ від Рима, 55 км на південний схід від Перуджі.
Населення — 38 700 осіб (2014).

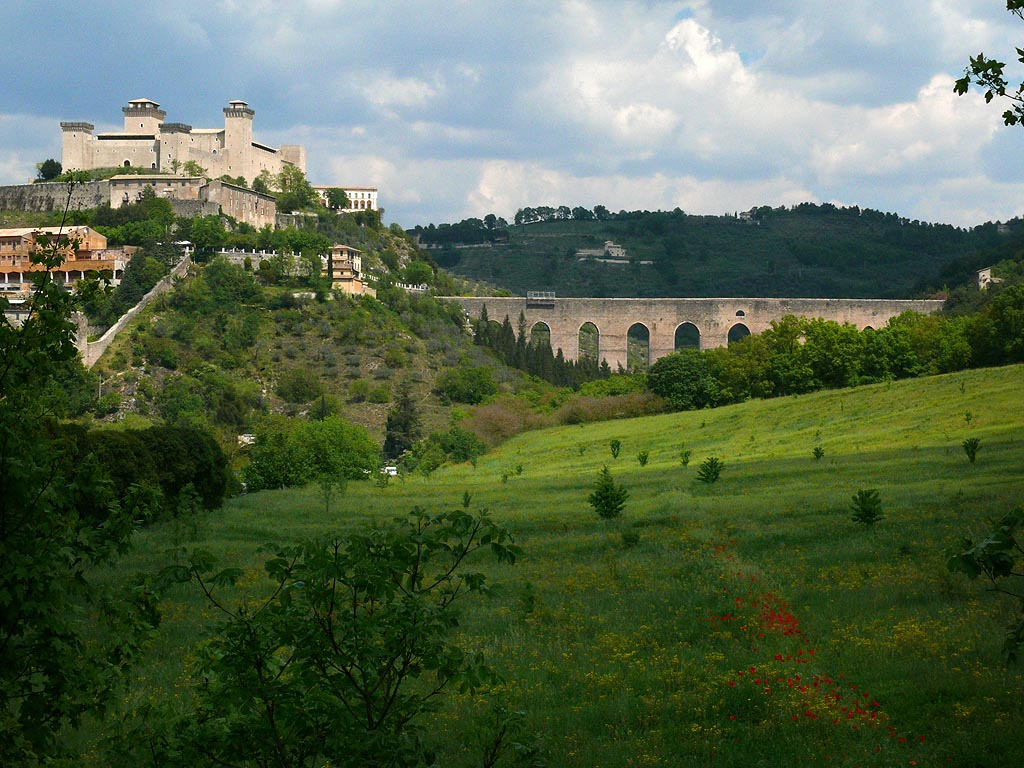

Щорічний фестиваль відбувається 14 січня. Покровитель — San Ponziano.

## Демографія
Населення за роками:

Станом на 1 січня 2023 року в муніципалітеті офіційно проживало 3418 іноземців з 93 країн, серед них 1103 громадяни країн Євросоюзу та 257 громадян України.

## Сусідні муніципалітети
- Аккуаспарта
- Кампелло-суль-Клітунно
- Кастель-Ритальді
- Ферентілло
- Джано-делл'Умбрія
- Масса-Мартана
- Монтефранко
- Сант'Анатолія-ді-Нарко
- Скеджно
- Терні
- Треві
- Валло-ді-Нера